# Шахтар (журнал)
«Шахтер» (рос. «Шахтар») — український футбольний журнал. Місячник, виходить у Донецьку з 2006 року російською мовою.
Висвітлює діяльність футбольного клубу «Шахтар» (Донецьк), друкує інтерв'ю з гравцями і функціонерами команди та історичні матеріали. Головний редактор — Руслан Мармазов. Наклад: 7 000 примірників.
Найкращий спортивний журнал 2007 і 2009, найкраще спортивне видання України 2008 року за версією Асоціації спортивних журналістів України.

## Газета «Шахтар»
Журнал є наступником газети «Шахтер», яка виходила двічі на місяць з 31 травня 2002 року. Пізніше прес-служба клубу вирішила замінити газету, яку визнано «анахронізмом», повноколірним глянцевим журналом, як це прийнято в розвинутих європейських футбольних клубах.